# Sześć grobów do Monachium
Sześć grobów do Monachium – powieść autorstwa Maria Puzo z 1967 roku, wydana pod pseudonimem Mario Cleri.

## Fabuła
Michael Rogan był przed II wojną światową geniuszem matematycznym. Po wybuchu wojny chciał służyć dla ojczyzny. Przydzielono go do sekcji rozszyfrowywania szyfrów niemieckich. W końcu jednak go nakryto we Francji i porwano jego wraz z żoną Christine i jej rodziną. Rodzinę zabito od razu, Michaela wzięto na przesłuchanie ws. szyfrów amerykańskich do Pałacu Sprawiedliwości. Siedmiu mężczyzn, którzy go przesłuchiwali, bardzo go upokorzyli oraz torturowali. Nie żyła też jego żona, wbrew temu, co mówili mu porywacze. Po tym, jak Michael zdradził im tajemnice, udano, że go wypuszczają, w rzeczywistości jeden z mężczyzn strzelił mu w tył głowy.
Michael przeżył strzał, po operacji nosi stalową płytkę z tyłu głowy. Przez 10 lat pracuje uczciwie, zostaje milionerem. Żyje jednak chęcią zemsty i w końcu identyfikuje pierwszych czterech mężczyzn. Akcja powieści rozpoczyna się morderstwem drugiej osoby, morderstwo pierwszej opisane jest we wspomnieniach Michaela. Postanawia on zabić wszystkich swoich oprawców. Po drodze poznaje też Rosalie, prostytutkę niemiecką, która leczyła się z szoku po bombardowaniu jej rodzinnego miasteczka. Każdy kolejny zamach jest coraz trudniejszy, ze względu na rangę osób, jednak Rogan nie rezygnuje, nawet za cenę własnego życia.
W utworze pojawia się wiele motywów często poruszanych przez autora, Maria Puzo. Są to: życie w powojennych Niemczech, mafia włoska, tajne działanie agentów amerykańskich na świecie, chęć zemsty.

## Czas i miejsce akcji
Akcja utworu rozpoczyna się w roku 1955 i trwa przez kilka miesięcy, głównie w Niemczech Wschodnich, Zachodnich, okupowanej stolicy Berlinie, a także we Włoszech, na Węgrzech i w USA we wspomnieniach Rogana. Same wspomnienia jego i Rosalie obejmują drugą połowę lat 30. i okres II wojny światowej.

## Bohaterowie
- Michael Rogan – główny bohater powieści, geniusz żyjący pragnieniem zemsty na oprawcach, konsekwentnie realizujący swoje cele.
- Rosalie – kochanka Rogana, w której zakochuje się ze wzajemnością, pomagająca mu w zamachach.
- Albert Moltke – pierwszy cel Rogana, jego dawny oprawca, najbrutalniejszy z nich, po wojnie szanowany polityk.
- Karl Pfann – drugi z celów Rogana, po wojnie biznesmen.
- Eric i Hans Freisling – brutalni oprawcy Rogana, po wojnie prowadzili własną stację benzynową, na której okradali ludzi.
- Genco Barie – Włoch, Don Sycylijski i piąty cel Rogana. Śmiertelnie chory na nowotwór.
- Wenta Pajreski – Węgier, prowadzący po wojnie organizację wykonującą brudne roboty za jego kraj.
- Klaus von Osteen – przywódca grupy oprawców Rogana i jego ostatni cel, po wojnie sędzia w Pałacu Sprawiedliwości, typowany na przyszłego kanclerza Niemiec.
- Arthur Bailey – agent amerykański działający w Berlinie, ułatwiającym Rogana niektóre morderstwa, ale w rzeczywistości nastawiony do niego wrogo.
- Stefan Vrostk – węgierski współpracownik Baileya, także jego przyjaciel.